# Борисюк Іван Іванович
Іван Іванович Борисюк (1914—1944) — молодший лейтенант Робітничо-селянської Червоної Армії, учасник Другої світової війни, Герой Радянського Союзу (1943).

## Біографія
Іван Борисюк народився 13 листопада 1914 року в селі Селевинці (нині — Немирівський район Вінницької області) в сім'ї селянина. Після закінчення чотирьох класів школи в селі Монастирок працював головою колгоспу. В 1934—1938 роках проходив службу в Робітничо-селянській Червоної армії. В 1941 році був повторно призваний на службу. З початку війни на її фронтах. Брав участь у боях на Західному, Центральному і 2-му Білоруському фронтах. У 1942 році вступив у ВКП(б). До липня 1943 року молодший лейтенант Іван Борисюк командував взводом 45-міліметрових гармат 676-го стрілецького полку 15-ї стрілецької дивізії 13-ї армії Центрального фронту. Відзначився під час Курської битви.
5 липня 1943 року біля села Новий Хутір Глазуновського району Орловської області Борисюк спільно зі своїм взводом відбив атаку 8 танків противника, підбивши 2 з них. 6 липня біля села Снава Понировського району Курської області Борисюк брав участь у відбитті атаки близько 100 німецьких танків. У тому бою його взвод знищив 11 танків, 6 з яких — особисто Борисюк.
Указом Президії Верховної Ради СРСР від 7 серпня 1943 року за зразкове виконання бойових завдань командування на фронті боротьби з німецько-фашистським загарбниками і проявлені при цьому мужність і героїзм» молодший лейтенант Іван Борисюк удостоєний високого звання Героя Радянського Союзу з врученням ордена Леніна і медалі «Золота Зірка» за номером 1082.
28 липня 1944 року Борисюк загинув у бою біля міста Хайнувка в Польщі. Похований у Хайнувці.
Також нагороджений орденом Вітчизняної війни 2-го ступеня. В честь Борисюка названа вулиця в селі Селевинці. В пам'ять про Борисюка встановлена меморіальна дошка в селі Кірове Немирівського району.